# گویش شهمیرزادی
گویش شهمیرزادی (به مازندرانی: شامِرزایی) گویشی از زبان مازندرانی و زیرمجموعه زبان‌های کاسپین می‌باشد که در نواحی شمالی استان سمنان علی‌الخصوص بخش شهمیرزاد در شهرستان مهدیشهر استان سمنان گویش می‌شود.
گویش شهمیرزادی با زبان سمنانی که در شهرستان سمنان گویش می‌شود متفاوت است و با گویش‌هایی مانند گویش‌های شمال دامغان و شمیرانات که در امتداد البرز گویش می‌شود نزدیکی دارد.
شهر شهمیرزاد (به صورت محلی شامرزا) در امتداد دامنه‌های جنوبی رشته کوه البرز، در ۱۵ مایلی شمال سمنان، در ۳۵٫۸ درجه از عرض جغرافیایی شمال، ۵۳٫۳ درجه طول شرقی و ۲٬۰۰۰ متر ارتفاع از سطح دریا قرار دارد. ولادیمیر ایوانف گویش شهمیرزادی را یکی از گویش‌های زبان مازندرانی می‌داند.
گویش شهمیرزادی بیش از ۴۵ هزار نفر گویشور دارد که حدود ۱۵ هزار نفر از آنها سکنه دائمی شهمیرزاد هستند و بقیه شهمیرزادی‌ها در تابستان از تهران، مازندران و مشهد به شهمیرزاد می‌آیند.

## طبقه‌بندی
طبق کتاب راهنمای زبان های ایرانی، گویشی از زبان مازندرانی در شهمیرزاد رایج است . آرتور کریستین سن  شهمیرزادی را شبیه به مازندرانی می داند. شباهت های بین شهمیرزادی و مازندرانی توسط شماری از پژوهشگران مورد بررسی قرار گرفته است. آنان به این نکته اشاره داشتند که شهمیرزاد ارتباط نزدیک با مازندران داشته زیرا بسیاری از سکنه متولد آنجا هستند و قبلا متعلق به مازندران بود و مردم شهمیرزاد زبان مازندرانی را تا ۹۰ درصد درک می کنند درحالیکه ایشان زبان های منطقه سمنان را تنها تا ۴۰ درصد درک می کنند.گرنوت ویندفور شهمیرزادی را به همراه گویش های افتری و سرخه ای-لاسکردی با زبان مازندرانی مرتبط می داند. برخی دیگر نیز زبان مردمان مناطق شهمیرزاد و سنگسر و افتر و پرور و اطراف آن را از جنس زبان مازندرانی می دانند.به باور حبیب برجیان نیز گویش شهمیرزاد از جنس مازندرانی است.آرزو نجفیان استاد دانشگاه و پژوهشگر زبان شناس، گویش شهمیرزادی را گویشی از زبان مازندرانی می داند.
در مورد این که شهمیرزادی گونه ای از زبان مازندرانی است یا این که به حد کافی از آن دور است که به عنوان زبانی مجزا زیر خانواده زبان‌های کاسپین طبقه‌بندی شود اختلاف نظر وجود دارد. دانشورانی چون ورا راستورگوئوا و ادلمن آن را گونه ای متمایز از مازندرانی دانسته‌اند؛ اتنولوگ آن را زیرگروهی از زبان‌های کاسپین مجزا از هم گیلکی و هم مازندرانی طبقه‌بندی می‌کند. گلوتولوگ زبان‌های کاسپین را به دو شاخه گیلکی-رودباری و مازندرانی-شهمیرزادی تقسیم می‌کند و کد shah1253 را به شهمیرزادی تخصیص می‌دهد. دانلد استیلو که از بانیان تیپولوژی زبان‌های ایرانی است بر این باور است که ویژگی‌های کافی وجود دارد که بشود طبقه‌بندی مجزا برای شهمیرزادی درون خانواده کاسپین را توجیه کرد. علاوه بر این در مطالعه اخیری از گوناگونی‌های زبانی مازندرانی که ده ویژگی دستوری را در بر می‌گرفت شهمیرزادی فقط در یک ویژگی (زمان ماضی غیر تام) از مازندرانی متفاوت بود.
دانشنامه تبرستان و مازندران ذیل گویش شهمیرزادی چنین نقل نموده است، گونه زبانی شهمیرزادی لهجه ای از زبان مازندرانی است که با لهجه های غرب مازندران(تنکابن) قرابت و شباهت‌هایی دارد. گویش مردم ده‌صوفیان از روستاهای مجاور شهمیرزاد نیز مشابه گویش شهمیرزادی است.

## دستور زبان

### ضمیر
در مازندرانی ضمیر سه حالت دارد: فاعلی، مفعولی و ملکی.
| ضمیر             | ۱ مفرد    | ۲ مفرد    | ۳ مفرد   | ۱ جمع  | ۲ جمع  | ۳ جمع   |
| ---------------- | --------- | --------- | -------- | ------ | ------ | ------- |
| فاعلی، ساری      | men       | te        | ve       | emâ    | šemâ   | vešun   |
| مفعولی، ساری     | mere      | tere      | vere     | emâre  | šemâre | vešunre |
| ملکی، ساری       | me        | te        | vene     | ame    | šeme   | vešune  |
| فاعلی، چالوس     | men       | to        | ve       | amâ    | šomâ   | vešon   |
| مفعولی، چالوس    | mene/mere | tere      | vere     | amâre  | šomâre | vešonre |
| ملکی، چالوس      | me        | te        | ve       | ame    | šeme   | vešone  |
| فاعلی، کلاردشت   | men       | to        | un/on    | amâ    | šomâ   | ušon    |
| مفعولی، کلاردشت  | mene      | tere      | une/vere | amâre  | šomâre | ušone   |
| ملکی، کلاردشت    | me        | te        | une/ve   | ame    | šeme   | ušone   |
| فاعلی، شهمیرزاد  | mo        | to/tu     | ü/o      | h-ama  | šamâ   | ošan    |
| مفعولی، شهمیرزاد | mar-a     | tar-a/ter | ür-a     | hamira | šamira | ošanra  |
| ملکی، شهمیرزاد   | me        | to/te     | e        | hami   | šami   | ošene   |
| فاعلی، تنکابنی   | mo        | to        | vi       | amâ    | šomâ   | ušân    |
| مفعولی، تنکابنی  | mere      | tere      | vere     | amere  | šemere | ušâne   |
| ملکی، تنکابنی    | mi        | ti        | vi       | ami    | šimi   | ušane   |

### شناسه
در زبان فارسی دو دسته شناسه داریم: گذشته و حال. اما در زبان طبری سه دسته شناسه داریم: گذشته، حال ساده و حال التزامی.(نمونه زیر بر اساس گویش شهمیرزاد تنظیم شده‌است)
۱. گذشته:
- بن ماضی ساده: ba-xord = خورد
- بن ماضی استمراری: mo_xord = می‌خورد

| گذشته | ۱ مفرد | ۲ مفرد | ۳ مفرد | ۱ جمع | ۲ جمع | ۳ جمع |
| ----- | ------ | ------ | ------ | ----- | ----- | ----- |
| شناسه | ema    | i      | a      | emi   | eni   | ena   |

۲. حال ساده:
- بن مضارع اخباری: xor = می‌خورد

| حال ساده | ۱ مفرد | ۲ مفرد | ۳ مفرد | ۱ جمع | ۲ جمع | ۳ جمع |
| -------- | ------ | ------ | ------ | ----- | ----- | ----- |
| شناسه    | emma   | eni    | ena    | emmi  | enni  | enna  |

۳. حال التزامی:
- بن مضارع التزامی: -ba-xor = بخور

| حال التزامی | ۱ مفرد | ۲ مفرد | ۳ مفرد | ۱ جمع | ۲ جمع | ۳ جمع |
| ----------- | ------ | ------ | ------ | ----- | ----- | ----- |
| شناسه       | am     | i      | a      | im    | in    | an    |

### صرف فعل
جدول زیر فعل خوردن (baxordan) بر اساس گویش شهمیرزادیدر زمان‌های مختلف صرف می‌شود. برای منفی کردن این فعل در زمان‌های: گذشته ساده، گذشته کامل، گذشته التزامی، گذشته کامل، گذشته کامل التزامی، حال التزامی n جایگزین b در ابتدای فعل می‌شود و در زمان‌های: حال ساده، گذشته استمراری، حال در حال انجام و گذشته در حال انجام ne در ابتدای فعل اصلی می‌آید.
| زمان/شخص           | ۱ مفرد           | ۲ مفرد        | ۳ مفرد        | ۱ جمع            | ۲ جمع            | ۳ جمع            |
| ------------------ | ---------------- | ------------- | ------------- | ---------------- | ---------------- | ---------------- |
| گذشته ساده         | baxordema        | baxordi       | baxorda       | baxordemi        | baxordeni        | baxordena        |
| گذشته کامل         | baxorde-bema     | baxorde-bi    | baxorde-bia   | baxorde-bemi     | baxorde-beni     | baxorde-bena     |
| گذشته التزامی      | baxorde-bam      | baxorde-bi    | baxorde-bo    | baxorde-bim      | baxorde-bin      | baxorde-ben      |
| گذشته التزامی کامل | baxorde-bi-bam   | baxorde-bi-bi | baxorde-bi-bo | baxorde-bi-bim   | Baxorde-bi-bin   | baxorde-bi-ben   |
| گذشته استمراری     | moxordema        | moxordi       | moxorda       | moxordemi        | moxordeni        | moxordena        |
| گذشته در حال انجام | davema-moxordema | davi-moxordi  | dava-moxorda  | davemi_moxordemi | daveni moxordeni | davena moxordena |
| حال ساده/آینده     | xoremma          | xoreni        | xorena        | xoremmi          | xorenni          | xorenna          |
| حال در حال انجام   | darma-xoremma    | dari-xoreni   | dara-xorena   | darmi-xoremmi    | darni xorenni    | darna xorenna    |
| حال التزامی        | baxoram          | baxori        | baxora        | baxorim          | baxorin          | baxoran          |
| آینده نوع اول      | vana baxoram     | vana baxori   | vana baxora   | vana baxorim     | vana baxorin     | vana baxoran     |
| آینده نوع دوم      | xâmma baxoram    | xâni baxori   | xâna baxora   | xâmmi baxorim    | xânni baxorin    | xânna baxoran    |

### فعل منفی
۱. حالت اول:
جدول زیر فعل خوردن (baxordan) بر اساس گویش شهمیرزادی منفی شده‌است. در تمام افعال na قبل از ستاک فعل می‌آید به استثنا زمان گذشته استمراری و گذشته در حال انجام که حرف منفی ساز na بین حرف ma (علامت استمرار) و ستاک فعل قرار می‌گیرد.
| زمان               | فعل مثبت         | فعل منفی             |
| ------------------ | ---------------- | -------------------- |
| گذشته ساده         | baxordema        | na-xordema           |
| گذشته کامل         | baxorda-bema     | na-xorda-bema        |
| گذشته التزامی      | baxorda-bam      | na-xorda-bam         |
| گذشته التزامی کامل | baxorda-bi-bam   | na-xorda-bi-ban      |
| گذشته استمراری     | moxordema        | ma-na-xordema        |
| گذشته در حال انجام | davema moxordema | davema ma-na-xordema |
| حال ساده/آینده     | xorema           | na-xorema            |
| حال در حال انجام   | darma xorema     | darma na-xorema      |
| حال التزامی        | baxorem          | naxorem              |
| آینده نوع اول      | vana baxorem     | na-vana baxorem      |
| آینده نوع دوم      | xâme baxorem     | na-xâme baxorem      |

۲. حالت دوم:
جدول زیر فعل ریختن (dapâtan) بر اساس گویش شهمیرزادی منفی شده‌است. در افعالی که هجای da در آغازشان به کار رفته‌است در تمام زمان‌ها حرف na بین da و ستاک فعل قرار می‌گیرد.
| زمان       | فعل مثبت | فعل منفی   |
| ---------- | -------- | ---------- |
| گذشته ساده | da-pâta  | da-na-pâta |

۳. حالت سوم:
فعل بودن اگر بصورت معین نباشد با هجای da می‌آید و در حالت منفی حرف منفی ساز na بین حرف da و ستاک فعل قرار می‌گیرد.
| فارسی معیار | گویش شهمیرزادی |
| ----------- | -------------- |
| خانه بود    | xona da-vea    |
| خانه نبود   | xona da-na-vea |
| خانه هست    | xona da-ra     |
| خانه نیست   | xona da-ni-a   |

### نشانه جمع
- در گویش شهمیرزاد از نشانه‌های [un] برای جمع استفاده می‌شود.[۴۳]

| چشم‌ها  | čaš un |
| زن‌ها   | zan un |
| درخت‌ها | dâr un |

- در گویش شهمیرزاد با افزودن [â] به آخر اسم می‌توان آن را به اسم جمع تبدیل کرد.

| کفش‌ها | kuš â |

- در گویش شهمیرزاد با افزودن [hâ] به آخر اسم می‌توان آن را به اسم جمع تبدیل کرد.

| سیب‌ها | siu hâ  |
| مرغ‌ها | karg hâ |

- در گویش شهمیرزاد با افزودن [hama] به آخر اسم می‌توان آن را به اسم جمع تبدیل کرد.

| انگورها | angir hama |

### ضمایر پرسشی
ضمایر پرسشی به در گویش شهمیرزادی.
| فارسی معیار | شهمیرزاد |
| ----------- | -------- |
| چه کسی/کی   | ki/ke    |
| کجا         | koja     |
| چه/چی       | čači     |
| چرا         | čukâ     |
| چطور/چگونه  | čati     |
| کدام        | kan      |

### صفت ملکی
صفت ملکی در گویش شهمیرزاد.
| ضمیر           | ۱ مفرد | ۲ مفرد | ۳ مفرد | ۱ جمع    | ۲ جمع     | ۳ جمع |
| -------------- | ------ | ------ | ------ | -------- | --------- | ----- |
| ملکی، شهمیرزاد | me     | te     | e      | ame/hami | šame/šami | ošone |

| دخترم | me detar |
| صورتش | e dim    |
| کفشت  | te kuš   |

### حرف اضافه
حروف اضافه در گویش شهمیرزادی.
| فارسی معیار | شهمیرزادی     | گویش ساری      |
| ----------- | ------------- | -------------- |
| درون        | dela/damin    | dele           |
| روی         | dim/sar       | dim/sar        |
| برای/را     | ra/a/r        | re/e           |
| برای        | vra/vera/ev   | vesse/se/ve    |
| از          | jen           | je             |
| در/روی      | sar/dim       | sar/dim/dam    |
| زیر         | beni/jir      | ben/jer        |
| دنبال       | demâl         | demâl          |
| کنار        | pali/var      | pali/var       |
| با/به وسیله | hamrâ/vari/bâ | hamrâ/je/jâ/bâ |
| مانند       | vâri          | vâri           |

| فارسی معیار              | شهمیرزادی                      | ساروی                         |
| ------------------------ | ------------------------------ | ----------------------------- |
| زن برای من بچه می‌آورد    | zan me-vra kota urana          | zan me-ve kote yârne          |
| برای کتاب جلد بخر        | ketab-ev jald baxer            | ketab-ve jeld baxer           |
| من خود را داخل آینه دیدم | mo xoštan-e ayne dela badima   | men xeštan-e ayne dele badime |
| من در مسجد بود           | mo masjed-e damin davema       | men masjed-e darun davime     |
| از کجا می‌آیی             | koja jen ani                   | koje je eni                   |
| من روی دیوار تکیه دادم   | mo divar-e dim tekye hadâma    | men divâr-e dim tekye hedâme  |
| او در را با کلید باز کرد | u dare-re kali-vari va hakerda | ve dar-re keli je vâ hâkerde  |
| سر تو مانند سر من کچل شد | te sar me sare vâri kal bavea  | te sar me sare vâri kal bavie |
| اون موش را ببین          | un miš-ra hišin                | un gal-re hâreš               |
| مرد را گفت               | mard-a bogota                  | mardi-a baote                 |
| خوابم می‌گیرد             | ma-r xu girna                  | me-re xu girne                |

### واژگان
شماری از واژه‌های شهمیرزادی و مقایسه آن با گویش ساروی و فارسی:
| گویش شهمیرزادی | گویش ساروی          | فارسی       |
| -------------- | ------------------- | ----------- |
| pesar          | rikâ/peser          | پسر         |
| detar          | kijâ/deter          | دختر        |
| kota           | kote/vače           | بچه         |
| čitekâ         | čindekâ             | جوجه        |
| bâmši          | bâmeši              | گربه        |
| molije         | melije              | مورچه       |
| maryija        | mičkâ               | گنجشک       |
| haštpa         | ban/kârten          | عنکبوت      |
| abr            | miâ                 | ابر         |
| čâka           | čuke                | رودخانه     |
| por            | mašt/per            | پر          |
| valg           | valg/gelâm          | برگ         |
| našt           | lačer               | کثیف        |
| šeno           | hasno               | شنا         |
| adi            | diru                | دیروز       |
| barekkian      | barekessen/barkiyen | خاراندن     |
| hakorden       | hâkerden            | کردن        |
| dom badâan     | dem badâen          | دور انداختن |
| dârtan         | bazâen              | دنیا آوردن  |